# FICE
FICE（ファイス）は、2人組の女性パフォーマーユニットである。ファイヤー（炎）とアイス（氷）から「ファイス」と名付けられた。株式会社ビッグファイタープロジェクト所属。

## 概要
- 「アキバ発デンパンク（電波＋パンク）ユニット」と称して活動[2]。それ以前は「アニメビジュアルパフォーマンスユニット」と称していた。
- テレビなどメディア媒体に出演する時は便宜上「アキバ系アイドル」と分類される機会が多い。本人たちは自ら「アイドル」と称することはないが、活動開始当初からアキバ系アイドルとの共演が影響、もしくはテレビなどでは「アイドル」と称していた事が少なからず影響しているものと考えられる。
- 結成当初は秋葉原の中央通りやヨドバシ前ロータリーなどでの路上パフォーマンスが活動の中心。やがてアキバ系アイドルがライブハウスでの市民権を得ると、それに伴いライブイベントの出演オファーが増加しFICE自身も活動の場はライブハウス中心に移っていった。
- 活動地域も前述の通り結成当初は秋葉原が中心だったが、ライブハウスでの活動が中心になるにつれ都内に広がっていく。一時期は地方、海外にまで遠征しライブ活動を行っている時期があったが、近年は都内近郊での活動に終始している。また所属事務所・株式会社ビッグファイタープロジェクトの事務所の所在地が池袋Big Bang Box（現：池袋ZYX）に移転して以降、池袋が活動の中心地になっている。
- ライブイベントの出演回数は結成当初は非常に少なく2002年まではほぼ主催ライブのみの出演だった。2003年から2005年 までは年間2桁（もしくは路上パフォーマンスが中心）だったのが、2006年に入りライブイベント出演回数は年間134回を数え、初めて年間100回を超えた。さらに翌2007年には年間201回の出演を数え、以後2014年までライブイベント出演年間100回超えを9年連続で継続した。2015年は年間99回で2005年以来10年ぶりに2桁の出演となっている[3]。
- 近年はFICEとしての出演のみならず、後述する派生ユニットなどでの出演も多くなり、神楽坂エリーなどレギュラー出演のイベントがある派生キャラも出てきている。10年ぶりに出演回数が2桁になった2015年でも、派生ユニットとFICEの出演回数と合わせると年間100回以上の数字になる。
- FICEを有名にしたものの一つに「ヲタ芸」があり、かつてはヲタ芸の講座を務めるような立場であった[4]。元々FICEの多くの楽曲にヲタ芸が振付けられていたが、今日知れ渡っている「ヲタ芸」とは呼べないような特化したようなものとなりつつあり「FICE芸」という呼び名で別物扱いされている事もある。
- 2009年10月頃からバンド形態として「FICE 座 RAINBOW」として活動を開始するようになった。それまでのカラオケ音源とは異なり、フルバンドによる生演奏での演奏形態となっており、過去の楽曲のアレンジも大幅に変更されている。また「FICE 座 RAINBOW」結成後はそれまで以上にバンドイベントへの参加の機会が増加傾向にある。

## 来歴
- 2001年2月 - FICE製造。事実上の結成。活動を開始する[2]。
- 2001年6月 - 主催ライブ「AKIBA net BANK vol.1 -覚醒-」を錦糸町ドレミファ館で開催。これが実質、FICEのデビューライブとなる。
  - 以後、偶数月の第三土曜日を基本に主催ライブ「AKIBA net BANK」を開催。
- 2006年5月 - 「AKIBA net BANK」のプレミアムバージョンとして「AnB ぷれみあむぅ? vol.1」を四谷・Live inn Magicにて開催。
  - 本家である「AKIBA net BANK」の歴代ゲストを中心に出演者を構成。以後、奇数月の第三土曜日を基本に主催ライブ「AnB ぷれみあむぅ? 」を開催。
- 2006年11月 - 中国・無錫市人民大会堂で行われた日中韓合同音楽祭「日中文化交流歌謡祭～夢無錫(ゆめむしゃく)～」に日本代表として参加。初の海外進出を果たした。（ただしこの時、氷がマイコプラズマ肺炎のため入院。炎一人での遠征となった）[2]
- 2006年12月 - 年間のライブイベント出演回数が134本となり、初めてライブ出演が年間100回を超える。（以後 2014年まで出演回数年間3桁は9年間継続する）
- 2007年8月 - アメリカ・バージニア州で行われた「Akiba Fest」に出演。念願のアメリカ進出を果たした。
  - なおこの「Akiba Fest」に出演を機に株式会社ビッグファイタープロジェクト所属となる。
- 2007年12月 - ライブイベント出演回数が年間201回を数え、FICE史上初のライブ出演年間200回超えとなる。
- 2008年1月 - 「AnB ぷれみあむぅ? 」をリニューアルし「AnBぷれみあむぅ presents」シリーズと題し、昼の部「イカすアキバ天国」と、夜の部「ぢゃ☆ベストテン」を開始する。
- 2009年10月 - アメリカ・ケンタッキー州で行われたイベント「sugoicon」に参加。三度目の海外進出を果たす。
- 2010年1月 - FICE初のフルアルバム「電破！〜デンパンクロイドの逆襲〜」が発売。その中にはBLゲーム「裸執事」（2011年9月発売）の主題歌「裸執事」（歌：金瓶梅）が収録されている。なお「裸執事」は発売前からニコニコ動画などの動画サイトでも話題になり、OPの動画は20万PVを超えるなど注目を集めた。
- 2010年2月 - 「AKIBA net BANK」をリニューアルし「AEY！nEY！BEY！MUSIC JUMP vol.1」と装いも新たに開催される。
- 2011年4月 - FICE企画・原案のドラマCD「はい。ご主人様」が発売。なお作中の主題歌「Yes,My Lord」（唄：ご主人様ズ&井上和彦）の作詞・作曲も手がけた[5]。
- 2012年8月 - 10周年記念ライブとして「FICE10周年記念祝大祭！！〜10年に1度のガチ祭り〜」を新宿FACEにて開催する。本来は前年で活動10周年だったが、前年の東日本大震災の影響で開催を延期し、一年遅れでの開催となった。
- 2016年5月 - 「AnBぷれみあむぅ presents」シリーズ「イカすアキバ天国」「ぢゃ☆ベストテン」が50回を迎える。
- 2016年8月 - 15周年記念ライブと、2ndアルバムレコ発ライブとして「FICE 15周年＆レコ発記念ライブ たぶん最初で最後の全曲ライブ!!〜ある意味ワンマン〜」を池袋CYBERにて開催。なおこのライブで6年ぶりの2ndフルアルバム「大漁 〜活きFICE舟盛り宴会コース♪ 〜」が発売されている。

## メンバー
メンバーの表記は2016年8月発表の2ndフルアルバム「大漁 〜活きFICE舟盛り宴会コース♪ 〜」での表記に沿って記載する。
FICE以外での活動時と名義が違うメンバーについては別途記載する。
なお2ndフルアルバム以前に抜けたメンバーについては判明している範囲の表記とする。
- 炎

通称「えんちん」製造番号は0919。人間で言うところの9月19日生まれにあたる。
過去、案内用に作られたが、実験的に感情を持つようプログラムしたところ暴走。
作詞、作曲を主に担当する。他にもステージ台本構成、グッズ製作などをアナログ部分の担当。
カラーはピンク、赤を基調とする。
- 氷

通称「ひよちん」製造番号は1106。人間で言うところの11月6日生まれにあたる。
受付用に作られたが、実験的に感情を持つようプログラムしたところ暴走。
主にWEB製作、チラシ、デジタルグッズ製作のデジタル担当。
カラーは水色、青を基調とする。
「完全人型アンドロイド」として製造。結成当初こそ「アンドロイド」としての一面が強調されていた。
しかし結成から年月が経過するにあたり、「人」の部分が強調される非常に人間くさいくだけたキャラクターとなっている。
また結成当初から今日に至るまでの体型の変化とも合わせて、親しみを込めて「アイドル界の今いくよ・くるよ師匠」と呼ばれる事もある（稀に自身でもこのことをネタにする）
なお「製造」（FICE結成）は2001年のため、年齢は2001年から加算されているが、製造前の記憶データが入力されているという設定のため、2001年以前の出来事も経験してきたかのように普通に話し、大よそ1980年代半ば以降の話題なら通じる。

### FICE 座 RAINBOW
バンド形態で出演する時の名称。主に「楽器隊」を加えた形態ではこの呼称での出演が近年目立つ。
ここでは「楽器隊」のメンバーを中心に紹介する。
- たるるん（担当楽器：ギター）

和風テクノバンド「金色」のギター「樽兵衛」、ソロ出演時は「金色樽兵衛」として活動中。ギター以外ではサックスが演奏可能でアニメソングのサックス演奏のほか、FICE・炎の別の顔ともいうべき神楽坂エリー（後述）一座のサックス奏者・ジェームズ大井町としても活躍している。多数のインディーズアイドルへの楽曲提供を行っており、また多くのFICE楽曲で編曲を担当している。
- よっぴぃ（担当楽器：ベース）

プログレッシブロックバンド「erasers（イレイサーズ）」のベースとして活動。2014年4月に仕事の都合で仙台に転居したが、月に数回の割合で上京し引き続き都内での活動を継続していた。その間のあだ名は「仙台くん」だったが2018年4月に無事帰京し活動の拠点も都内に戻った。
- あをいちん（担当楽器：ドラム）

歌謡オペラ楽団（バンド）「少女式ヱリス」のドラム「半蔵門あをい」、または「あをいちん」名義で活動。FICE・炎の実妹であり、バンド形態を組む以前からイベント司会、デザイン面でFICEを長年にわたりサポートしている。なお「着ぐるみダンサーズ」のメンバー：がちゃ姉（後述）も兼ねているが、「FICE 座 RAINBOW」出演時はドラムを優先する。
- けんちゃん（担当楽器：ギター）

2013年2月に途中加入。ライブハウスのPAなどを手がけており、加入前の10周年記念ライブ時はPAとして携わっていた。会場によってはPA兼任しながらギターをするという離れ業を見せる事もあった。また「ZAL」名義でインディーズアイドルなどへの楽曲提供、作編曲なども手がけている。

#### 過去に在籍したメンバー
- ひゃくめ（担当楽器：ギター）
- たけぼー（担当楽器：キーボード）

バンド王様と下僕のキーボードとして活動中。

### サポートメンバー
- ひびぃ

ソロ名義は「響己」。コーラス隊として活動。男女混声ヴォーカルユニット「化面狂奏戯樂」の一員・響（きょう）としても活動中。
事務所の後輩であるヴォーカルアイドルユニット・ToLadyのメンバーだったが2010年9月に解散。その際、彼女の高い歌唱力を評価していたFICEがコーラスとしてスカウトし、サポートメンバーに加えた経緯がある。
基本的にコーラスではあるが「Yes,My Lord」「Brand new life with you」などセルフカバーの楽曲ではメインのポジションで歌う事も多々ある。
2017年に入り、FICE・炎と共にハンドメイド衣装屋「ひびえん屋」を開業している。
- DJかんべ

ソロ名義は「神戸忍」。加入当初のポジションは「玄関マット的ななにか」。現在はバックダンサー兼コーラス的ポジション。
サポートメンバー加入以前からFICEとの共演が多く、ソロでは80年代のロックなどを歌いこなす。自称「二代目昭和ROCKの伝道師」。だが当人は「平成」になってからの生まれで、長らく共演者、客層の間で（冗談ではあるが）年齢詐称疑惑が囁かれている。
2015年3月に株式会社ビッグファイタープロジェクトに所属。その縁がキッカケで同年5月からサポートメンバーに加入。2016年8月頃からメイド服が公式衣装なった。
2017年2月、自身が既に入籍していた事と妊娠を発表し活動休止期間に入り、後に出産。現在は育児の傍ら、限定的に復帰を果たしている。
- ☆★朋★☆

コーラス隊として活動。パワーストーンショップの店長や、バンド「PEPPY FOOLISH」のヴォーカルなど多彩な顔を持つ。
サポートメンバー加入前からFICEとの親交は深く、FICEのコーラスとして2013年3月頃に加入、そのまま同年4月には株式会社ビッグファイタープロジェクト所属となった。

#### 過去に在籍したメンバー
- 着ぐるみさん

正式名称は「着ぐるみ怪獣ぺっとんとんじゃな〜い」。愛称の「着ぐるみさん」の方が定着している。
設定上「敵」なのだが愛くるしい外見のため、一見すると敵なのか味方なのか判断しにくい。ステージ上では玄関マット同様、バックダンサーが主な役目だったが2010年後半頃から持病悪化のため、出演率が徐々に減少。2012年以降、完全に活動を停止した。
この着ぐるみさんの活動休止が後に「着ぐるみダンサーズ」（後述）誕生のキッカケとなる。
- 玄関マット

ポジション的にはFICEの「敵1」で敵の集団「アキバネットメイツ」のボス敵存在という設定。ステージ上では基本的に全身白タイツに、胸に金庫らしきものを装着しているという姿である。2012年以降は黄色い全身タイツで登場する時も多々ある。カナダに在住の経歴がある。
主にステージの上ではバックダンサーだが、楽曲によってはカナダ仕込の英語を駆使したラップが披露されたり、時には「敵」らしくやられ役に徹する事もある。
過去に「マット中村」名義で株式会社ビッグファイタープロジェクトに所属。現在は所属を離れて業務委託の形態を取っている。
- もののけ

ソロ名義は「少女☆タコサム」。14歳の「女子チュー学生」を自称するダンサー。ダンサー以外にもダンスの振り付けを同業者につけるなど裏方としての活動も目立つ。
お祭り系ダンス＆ボーカルユニット「たこあき」を組んでいたが、2013年10月にて無期限活動休止に入った。その「たこあき」時代にFICEに楽曲作成を依頼していた楽曲（「SAMBA de TAKOYAKI」）があり、FICEがセルフカヴァーした。その初披露（2013年11月）の際にステージで共演した事をキッカケにFICEのサポートメンバー入りを果たす事となった。
2014年夏場以降は本職のダンス振り付けなどが多忙でレアキャラとなり、2016年8月「15周年記念ライブ」でステージに現れたのが実質、バックダンサーとしての最後の姿となっている。
また2017年後半からは本名での活動が目立ち、「少女☆タコサム」自体が実質活動休止中である。

### 着ぐるみダンサーズ
FICEのバックダンサーを務める、着ぐるみ集団の総称。サポートメンバー・着ぐるみさん（前述）の活動休止を受けて、2012年下旬からバックダンサーとして奏っぽ☆（メンバー名：ぽ☆）が加入。2013年からメンバーを増員し本格的にダンサーズとして活動を開始する。
メンバーはシフト制で不定期に出演しており、基本的に着ぐるみを着てステージに上がる。
結成当初は各々自前の着ぐるみを用意していたが、2013年5月にはダンサーズ専用着ぐるみも完成、以後は基本的に専用着ぐるみを着用してステージに上がっている。
- がちゃ姉（がちゃぴんず）

ソロ名義は「あをいちん」「半蔵門あをい」。「FICE 座 RAINBOW」のあをいちんと同一人物であるため、「FICE 座 RAINBOW」出演時にはダンサーズとして出演しない（厳密にはできない）
- がちゃ妹（がちゃぴんず）

読みは「がちゃいも」。ソロ名義は「おこ」。舞台女優、インディーズアイドルとして活動していたが2016年以降、裏方メインとなり、稀にイベント出演する程度。ひびぃと同じくアイドルユニット・ToLadyの元メンバーという経歴を持つ。
- はな

ソロ名義は「藤堂はな」。看護師の資格を持つ。他の初期メンバーよりやや遅れて2013年4月頃加入。愛称は「は〜ちゃん」など。定期的に毎回テーマに沿った主催イベント「コーカスレース」を開催している。
- ゆきや

ソロ名義は「駿河侑夜」（するがゆきや）。自身では着ぐるみ名義として「侑夜座ふなっしぃ」と名乗る。中性的なキャラが特徴的なマルチアーティスト声優として活動。ひよゆき（後述）のメンバーとして活動していたのが縁で、2016年1月に着ぐるみダンサーズに加入した。
- にゃも

ソロ名義は「昆美菜穂」（こんみなほ）。舞台女優、アコースティックデュオ「アコールノート」の一員として活動中。2017年5月に、ぽ（奏っぽ☆）と入れ替わる形で着ぐるみダンサーズに加入した。

#### 卒業メンバー
- ゆきまち

コスプレイヤー、インディーズアイドルとして活動。着ぐるみダンサーズ内での愛称は「かいちょう（怪鳥）」（ソロ活動時の愛称「会長」とかけている）2015年3月全ての活動から引退するのに伴い、同年2月に着ぐるみダンサーズを卒業した。
- 三木悠莉

ポエトリーリーディングを生業とする女性詩人。引退に伴い卒業するゆきまちと入れ替わる形で、2015年2月着ぐるみダンサーズに加入したが、諸事情により2015年12月に着ぐるみダンサーズを卒業した。
- ぽ☆

ソロ名義は「青ヰ奏」。着ぐるみダンサーズの元リーダー。なおダンサーズ名義の「ぽ☆」は自身の愛称である「奏っぽ☆」から来ており、ファン層にはこの呼び名が定着している。普段はベーシストとして活動。自身のバンド設立準備のため2017年5月に着ぐるみダンサーズを卒業した。
- ななちょす

活動開始当初は正体不明のメンバー「X」として活動。2013年12月に素性を明かした。以前はアイドルユニット「ラブニポポン」のメンバーとして活動。解散後、一時期「伊藤奈々」名義で活動していた。2017年12月、一身上の都合で着ぐるみダンサーズを卒業した。

## 派生ユニット、派生キャラ
FICE本体（もしくはFICE 座 RAINBOW）としての活動以外にも非常に多くの派生ユニット、派生キャラでの活動が多いのが特徴である。
- 神楽坂エリー

炎に良く似た金髪、熟女の歌手。60年代、70年代の懐メロを中心に歌う。2014年末あたりからキャラが一人立ちし始め、バンド「熟女Q」のヴォーカルを務めたり、彼女に憧れる後輩たちを集めた「歌謡ショー」が開かれるようになるほどまでになった。最近は「神楽坂エリー一座」と称しジェームス大井町（金色樽兵衛）、ベンジャミン西国分寺JR（Benjamin）を引き連れている事も多々ある。月末に行われる懐メロ系イベント「懐メロRUSH！」でレギュラー出演者として出演もしている。
- 華原ひよ美

氷に良く似ている、顔が白塗りの恐怖系アイドル。キャラのモデルとなったのは一世を風靡した歌手で、その歌手のPVをイメージしたライトセーバーを振り回したり、CM製品を投げ入れたり、もしくは奇声を発したり、客を攻撃したり、おおよそアイドルとは言えない奇行の数々が目立つ。昨今では氷のバースデーライブのはずが、彼女のバースデーライブとして開催されている。2015年11月にはオリジナル楽曲「here me 〜 Forever with you 〜」が完成し周囲を驚かせた。
- 鋼鉄姉妹（メンバー：鋼鉄姉、鋼鉄妹）

総長・鋼鉄姉（FICE・炎）、特攻隊長・鋼鉄妹（あをいちん）による不良スタイルが特徴的なユニット。うしろ指さされ組のカヴァーを中心に歌う。サポートメンバーに樽美（金色樽兵衛）というセーラー服に身を包んだギタリストと、マドンナのスケ番・お雪（駿河侑夜）がいる。FICEの中でも最初期から活動している派生ユニットの一つで、活動期間もFICEと数年しか変わらない。オリジナル楽曲、うしろ指さされ組のカヴァーアルバムなども多く出しており、派生ユニット随一の実績を誇る。
- ひびえんでぃんぐ（メンバー：ひび、えんでぃんぐ）

ひびぃに似ている「ひび」と、FICE・炎に似ている「えんでぃんぐ」の二人によるユニット。アニメソングのエンディングテーマしか歌わないのが基本だが、オリジナル楽曲も持っている。全身白づくめの衣装、ウィッグが特徴的である。また頭には何かの骨が乗っている（ちなみに初のオリジナル楽曲も「ほね。」である）サポートメンバーに骨夜（駿河侑夜）。アニメのエンディングテーマオンリーのイベントを開催した実績もある。
- ひよゆき（メンバー：氷、ゆきや）

氷がゆきや（駿河侑夜）と組んだユニット。氷が思いのままにゆきやをいぢり倒すためのユニット。終始、緊張感がない氷に、根が真面目なゆきやが怒るか呆れるのが通例。なおこの二人の様子を盗撮したDVD（「モニタリングっぽいの」。）もグッズとして販売された。
- ひよもも（メンバー：氷、桃園桃）

ゆるキャラ「うなりくん」ファンという二人が意気投合して出来たユニット。桃園桃の所属事務所・office PB☆QUEENが公式に「業務提携型ユニット」としてバックアップしている。2013年8月に念願だったうなりくんとの対面を果たす。2014年11月千葉県成田市で行われた「ご当地キャラ成田詣」のゲストにも呼ばれている。なお「ご当地キャラ成田詣」には以後、2017年まで毎年のように呼ばれていた。
- ばぶるえんじぇら（メンバー：炎、氷、ひびぃ）

80年代のバブルを彷彿とさせるど派手な金色の衣装でお金（もちろんニセモノ）を撒き散らしながら歌う。振り付けはジュリアナ東京などを彷彿させる。楽曲も80年代の楽曲を中心にセレクトされている。
- れとろえんじぇら

炎に良く似た自称「新人アイドル」。セーラー服に身を包み、80年代の「なうでやんぐ」な楽曲を中心に歌う。神楽坂エリー（前述）の「年下の先輩」にあたり、神楽坂エリーより出現時期は早い。
- たまたましまゐ（メンバー：たま（姉）、たま芋）

顔が白塗りの座敷童風の姉妹。姉はFICE・炎に、妹はあをいちんに似ている。「たま」のカヴァーソングを歌い、そして去っていく。
- 炎座虹（メンバー：炎、ひびぃ、あをいちん、よっぴぃ）

FICE・炎がアコースティックライブなどで出演する時のスタイル。「えんれぼ」という愛称も別にある。
- 熟女Q（メンバー：神楽坂エリー、ロジィ大宮、あだちかける、半蔵門あをい）

バンド「少女式ヱリス」の楽器メンバーに、神楽坂エリーをヴォーカルに加えた形態。メンバー全員、名前に地名がつくのが特徴。（余談だが本家「少女式ヱリス」のヴォーカルは籠原帝子で、やはり地名がついている）
- 羅生悶（メンバー：怨、憑、泥、鬱血胃、笊、具志堅、四比子、たま芋、静之宮、おはな、お雪）

年に一、二回程度の割合で平安時代から現れるという妖怪集団バンド。主に陰陽座のカヴァーをする。メンバー：憑が生もの（例：生魚、生イカ、こんにゃくなど）を客席に投げ入れるため、客に恐れられる。
またFICEがメンバーの核になっていないが、FICEがキッカケで結成されたユニットもある。
- きょんびぃ（メンバー：神戸忍、響己）

神戸忍と響己によるヴォーカルユニット。主に「イカすアキバ天国」のOP/EDアクトを勤める。名前の由来は羅生悶では「きょんび」の神戸と、響己の愛称「ひびぃ」から取っている。神戸忍の活動休止に伴い、ユニットも活動休止に。
- がちゃぴんず（メンバー：がちゃ姉、がちゃ妹）

がちゃ姉（あをいちん）、がちゃ妹（おこ）による「生きわかれきょうだいユニット」。某子供向け番組で有名なあるキャラの着ぐるみを着て、無表情でアイドルの楽曲の振り付けをひたすらダンスする。2013年2月着ぐるみダンサーズに揃って加入する。

## 主催ライブイベント
結成当初から定期的に主催ライブイベントを続けているのも、FICEの大きな特徴である。

### AEY！nEY！BEY！MUSIC JUMP
- 2010年2月開始。
- 会場
  - 2010年2月〜2011年4月……芝浦・STUDIO CUBE 326
  - 2011年8月〜2015年4月……神楽坂EXPLOSION
  - 2015年6月〜現在……東高円寺ロサンゼルスクラブ[19]
- 原則的に偶数月第四土曜日に開催だが、稀に変動がある。2011年までは原則第三土曜日開催。「10周年」など大きなライブのある月は休みになることがある。
- 司会は東高円寺ロサンゼルスクラブ移転後からFICE・炎とあをいちんによる「石崎姉妹」が司会となっている。
- 前身は2001年6月から開催していた主催ライブ「AKIBA net BANK」。そのため後述の「AnBぷれみあむぅ」シリーズとの区別のため「本編」と呼ばれる事もある。
- 特徴として「Host Artist」のFICEと、「Pick up Artist」として呼ばれたゲスト2組は持ち時間が60分という非常に長い持ち時間が与えられる点にある。

### AnBぷれみあむぅ presents「イカすアキバ天国」（昼の部）、「ぢゃ☆ベストテン」（夜の部）
- 2008年1月開始。
- 会場
  - 2008年1月〜2009年3月……四谷・Live inn Magic
  - 2009年5月〜2011年5月……芝浦・STUDIO CUBE 326
  - 2011年7月〜2015年3月……神楽坂EXPLOSION
  - 2015年5月〜2015年11月……四谷mono
  - 2016年1月〜2016年5月……東高円寺ロサンゼルスクラブ
  - 2016年7月〜現在……池袋mono
- 原則的に奇数月第三土曜日に開催される。「本編」と違いイベントの開始以来、開催日の変動、もしくは中止が非常に少ない。2011年3月 東日本大震災の影響で中止（同年5月に順延）となった例があるくらいである。
- 前身は2006年5月から開催していた「AnBぷれみあむぅ?」。現在ではタイトルの冒頭にその名残を残すのみで、昼は「アキ天」、夜は「ベストテン」と呼ばれる。またこれらのイベントをまとめて「AnBぷれみあむぅ」シリーズと総称する客層もいる。
- 司会は「イカすアキバ天国」がFICE、「ぢゃ☆ベストテン」が「JR&メトロ」（ベンジャミン西国分寺JR、半蔵門あをい）が務める。
- イベントの大きな特徴として「投票制ライブ」となっており、昼夜ともに投票によって全出演者に順位がつけられる。また投票結果により昼夜の移動があるなど「連動性」があるシステムとなっている。
- 出演者数は昼の部「イカすアキバ天国」は基本的に7組。基本的にオリジナル楽曲を持っているのが出演条件となり、回により出演者はランダムである。だが中には優勝できなかった出演者が志願して連続出場する事例も多々ある。
- 夜の部「ぢゃ☆ベストテン」の出演者数は前回投票結果上位10組に、前回の「イカすアキバ天国」の優勝者を加えた11組となる。だが2011年11月「ぢゃ☆ベストテン vol.23」までは出演者は11組に満たない状態が続いた。
- 昼の部「イカすアキバ天国」は投票後、即日結果発表。優勝したら「アキ天キング」の称号と、翌回（基本的には二ヵ月後）の夜の部「ぢゃ☆ベストテン」に「昇格」し出場権を得る（ただし過去に出場権放棄した優勝者もいる）なお2018年からは条件次第だが2位の出演者が繰上げで「昇格」するルールが追加された。
- 夜の部「ぢゃ☆ベストテン」は投票後、即日発表するのは最下位（11位）のみで順位は翌回で発表となる。なお唯一発表される最下位（11位）になると「脱落」し出演権剥奪となる。ただし既にいる出演者が自主的にイベントを抜ける「卒業」があった場合は「脱落」は行われない。また2011年11月「ぢゃ☆ベストテン vol.23」以前までは出演者が11組揃わなかったため「脱落」自体が行われなかった。初めて「脱落」が行われたのは2012年3月「ぢゃ☆ベストテン vol.25」となる。
- 夜の部「ぢゃ☆ベストテン」脱落した出演者は、再挑戦の際は昼の部「イカすアキバ天国」からとなる。なお再挑戦の結果、再度優勝して出場権を得る「返り咲き」の例も多数ある。

上記のようなFICE主催イベント以外にも、最近では派生ユニットによる主催イベントが開催されるなど、イベントの幅は非常に広い。

## 定期イベント
ライブイベント以外にも多くの定期イベントを開催しているのもFICEの特徴である。
- たまり場えんちん家

大塚・ひびえん屋事務所にて不定期開催。
FICE・炎が事務作業の傍ら、食事（有料）を振舞ったりするその名の通り「たまり場」
ネットカフェのような料金システムで、長く楽しめるのも特徴。
なお前述の「イカすアキバ天国」の出演順のあみだくじを、客前で公開披露する事も多い。
- かまいたちスキーツアー

3月の第一金曜 - 日曜（月をまたぐ場合は最終日が第一日曜）に開催される泊りがけのスキーツアー。
ゲーム「かまいたちの夜」の舞台・ペンション「シュプール」のモデルとなった「ペンション＆コテージ・クヌルプ」に宿泊する。
参加費用は高額だが非常に人気の高いイベントで、過去にはFICE以外のインディーズアイドルの参加もある。
イベント名の由来はゲーム「かまいたちの夜」から。

## ディスコグラフィー

### マキシシングル
帰還-return-（2002年8月24日・AnB-0001）
- 収録曲

1. 記憶
2. 帰還-return-
3. 薔薇の誓い
4. 勝利！-winningbell-
5. FICEと愉快な仲間たち

正義〜FICEのテーマ〜（2003年8月23日・AnB-0007）
- 収録曲

1. FICE
2. 正義〜FICEのテーマ〜  (DAMチャンネル 雑誌「ネットランナー」CMソング)
3. ご注意
4. 夢旅-virtualtrip-

First（2003年8月23日・AnB-0008）
- 収録曲

1. First（PCゲーム『もえべん』テーマ）

伝承〜tradition〜（2004年8月21日・AnB-0014）
- 収録曲

1. タイトルコール
2. 伝承〜tradition〜
3. 次回予告
4. 願い〜if tomorrow never comes〜
5. ひろうせんし☆ふぁいちゅ 第一話
6. ひろうせんし☆ふぁいちゅ 第二話

接吻〜らぶらぶちゅ〜（2005年8月20日・AnB-0016）
- 収録曲

1. ラブハンター炎 〜霧の街編〜
2. 接吻〜らぶらぶ（ハート）ちゅ〜
3. ラブハンター氷 〜風の街編〜
4. 出動 !〜待ってて☆BABY〜
5. お・ま・け

告白〜大好きなあなたへ〜（2006年9月2日・AnB-0022）
- 収録曲

1. ポエム
2. 告白〜大好きなあなたへ〜
3. ポエム
4. 妄想〜脳内恋愛のススメ♪〜
5. お・ま・け

乳様〜ああっ◎◎さまっ〜（2007年8月17日・AnB-0028）
- 収録曲

1. おっぱい屋のおやじ
2. 乳様〜ああっ◎◎さまっ〜
3. おるすばん
4. 猫癒〜にゃんにゃん☆えぶりでー〜
5. お・ま・け

コンチ音頭（2010年8月13日・AnB-0046）
- 収録曲

1. 「ポケットフレンズ コンチ」〜祭りのあと〜
2. コンチ音頭〜のーまるばーじょん
3. コンチ音頭〜びんびんばーじょん
4. コンチ音頭〜のーまるばーじょん（FICE抜きっver.）
5. コンチ音頭〜びんびんばーじょん（FICE抜きっver.）

### コンピレーションアルバム収録
- 「一発!〜愛のストレート〜」
  - 作詞・作曲：e-nne（FICE炎） 編曲：S.I.X
  - コンピレーションアルバム「アキバイブル ?第1章?」（2007年10月19日発売）収録曲。

### ミニアルバム
秋葉〜踊るヲタそんぐ♪〜（2008.4.3・AnB-0033）
- 収録曲

1. 接吻〜らぶらぶちゅ〜
2. 一発!〜愛のストレート〜
3. 告白〜大好きなあなたへ〜
4. 正義〜FICEのテーマ〜
5. 乳様〜ああっ◎◎さまっ〜
6. 接吻〜らぶらぶちゅ〜（FICE抜きっver.）
7. 一発!〜愛のストレート〜（FICE抜きっver.）
8. 告白〜大好きなあなたへ〜（FICE抜きっver.）
9. 正義〜FICEのテーマ〜（FICE抜きっver.）
10. 乳様〜ああっ◎◎さまっ〜（FICE抜きっver.）

### アルバム
電破！〜デンパンクロイドの逆襲〜（2010.1.28・AnB-0044、AnB-0045 ）
- 収録曲

1. OVERTURE
2. 電波〜あほ毛でゆんゆん♪〜
3. 接吻〜らぶらぶ☆ちゅ〜はいぱぁだんさぼーmix〜
4. 桃缶〜女の子のお召し上がり方〜
5. 伴奏〜キミと奏でるメロディ〜
6. 革命〜ヲタれぼりゅーしょんっ〜
7. 恋中〜こいちゅ@進行形(≧∇≦)〜
8. 裸執事（FICE self-cover ver.） (PCゲーム「裸執事」テーマ曲)
9. 蟹祭〜カニカニカーニバル〜
10. 開花〜種割れポロリ〜
11. 日本〜AKIHABARA Bravo!〜
12. 裸執事（song by 金瓶梅）（ボーナストラック）

FICE座RAINBOW 1 （2012年8月12日・AnB-0054 ）
- 収録曲

1. 乳様〜ああっ◎◎さまっ〜
2. 猫癒〜にゃんにゃん☆えぶりでー〜
3. 革命！〜ヲタれぼりゅーしょんっ〜
4. 願い〜if tomorrow never comes〜
5. 勝利！〜winningbell〜
6. 妄想〜脳内恋愛のススメ♪〜
7. 伝承〜tradition〜

大漁〜活きFICE舟盛り宴会コース♪〜（2016.9.23・AnB-0062 ）
- 収録曲

1. 浪漫〜モザイクの向こう側〜
2. 緋螺旋
3. Yes,My Load
4. Brand new life with you
5. 宵酔〜まっこり☆えぶりないと〜
6. 上等！〜抱きしめてMY WAY〜
7. 愛鯛！〜めでたい☆お好きな名前入れてねver.〜
8. 魂唄〜今いちばん伝えたいこと〜
9. 大漁〜アキバ漁唄〜
10. Yes,My Load（ボーナストラック）
11. 乙鰈！〜ありがとう☆お好きな名前入れてねver.〜（ボーナストラック）

極虹（2018.8.10・AnB-0066 ）※「FICE座RAINBOW」名義
- 収録曲

1. 一発!〜愛のストレート〜
2. 革命！〜ヲタれぼりゅーしょんっ〜
3. 電波〜あほ毛でゆんゆん♪〜
4. 恋中〜こいちゅ@進行形(≧∇≦)〜
5. 裸執事
6. 妄想〜脳内恋愛のススメ♪〜
7. 猫癒〜にゃんにゃん☆えぶりでー〜
8. 接吻〜らぶらぶ☆ちゅ〜

## テレビ
- 銭形金太郎（テレビ朝日）（2003年、2004年に数回出演）
- 怒りオヤジ3（テレビ東京）（2006年）
- 笑っていいとも!（フジテレビ）（2009年9月10日、コーナー「出たいドルデラックス」に出演）
- さしこのくせに〜この番組はAKBとは全く関係ありません〜（TBS）（2011年8月）

他にも多数、出演経歴あり。

## 映画
- 白カラス（2008年） ※女性アンドロイドFICE役で出演